# 장전웨
장전웨(중국어: 張震嶽, 한자음: 장진악, 아미어: Ayal Komod 아얄 코모드, 1974년 5월 2일~)는 대만의 가수이다.